# سانحه لانگدوک ایرفرانس در ۱۹۵۲
سانحه لانگدوک ایرفرانس در ۱۹۵۲ (به انگلیسی: 1952 Air France SNCASE Languedoc crash) یک پرواز شرکت ایر فرانس از تونس به مقصد پاریس بود که در آن ۳۴ مسافر و ۴ خدمه حضور داشتند، در تاریخ ۳ مارس ۱۹۵۲ در فرودگاه نیس کوت دازور، نیس دچار سانحه شد و ۳۸ نفر جان باختند.